# Calista Flockhart
Calista Flockhart (Freeport, Illinois, 1964. november 11. –)  Golden Globe-díjas amerikai színésznő. 
Leginkább az Ally McBeal című televíziós sorozat címszereplőjeként ismert, mellyel női főszereplőként egy Golden Globe-díjat nyert, továbbá három Primetime Emmy-díjra jelölték. Fontosabb szereplései voltak a Testvérek és a Supergirl című műsorokban is.

## Élete és pályafutása
Calista Flockhart 1964. november 11-én született Freeportban Kay és Ronald Flockhart második gyermekeként. Egy bátyja van, Gary. 
1989-ben a Vezérlő fény című sorozatban debütált színészként. 1994-ben Laurát alakította a The Glass Menagerie című Broadway-darabban. 1997-től ő formálhatta meg az Ally McBeal címszerepét, melyért 1998-ban elnyerte a Golden Globe-díjat. 
2006-tól öt éven át Kitty Walkert játszotta a Testvérek című Primetime Emmy-díjas családi drámasorozatban. 2015-ben megkapta Cat Grant szerepét a Supergirlben.

## Magánélete
2002-ben kezdett el találkozgatni Harrison Ford amerikai színésszel. Nyolc évvel később, 2010. június 15-én Santa Fében házasodtak össze. Egy örökbefogadott fiuk van, Liam Flockhart Ford, akit a színésznő 2001-ben adoptált.

## Filmográfia

### Film
| Év   | Magyar cím            | Eredeti cím                                | Szerep            | Magyar hang       |
| ---- | --------------------- | ------------------------------------------ | ----------------- | ----------------- |
| 1993 | Csupaszon New Yorkban | Naked in New York                          | színészhallgató   |                   |
| 1994 |                       | Clear Cut (rövidfilm)                      | ismeretlen szerep |                   |
| 1994 | A várólistás gyilkos  | Gettin In                                  | Amanda Morel      | Farkasinszky Edit |
| 1994 | Kvíz-show             | Quiz Show                                  | Barnard barátnője |                   |
| 1995 |                       | Pictures of Baby Jane Doe                  | Jane              |                   |
| 1995 | Piások                | Drunks                                     | Helen             |                   |
| 1996 | Madárfészek           | The Birdcage                               | Barbara Keeley    | Hámori Eszter     |
| 1996 | Madárfészek           | The Birdcage                               | Barbara Keeley    | Sallai Nóra       |
| 1996 |                       | Milk & Money                               | Christine         |                   |
| 1997 | Hazudozni Amerikában  | Telling Lies in America                    | Diney Majeski     | Zakariás Éva      |
| 1999 | Szentivánéji álom     | A Midsummer Night's Dream                  | Helena            | Tóth Ildikó       |
| 2000 | A nő ötször           | Things You Can Tell Just by Looking at Her | Christine Taylor  |                   |
| 2004 | Az utolsó jelenet     | The Last Shot                              | Valerie Weston    | Pikali Gerda      |
| 2005 | Hideg csontok         | Frágiles                                   | Amy Nicholls      | Orosz Helga       |

### Televízió
| Év        | Magyar cím               | Eredeti cím                                     | Szerep                                                   | Megjegyzések                                                                            |
| --------- | ------------------------ | ----------------------------------------------- | -------------------------------------------------------- | --------------------------------------------------------------------------------------- |
| 1989      | Vezérlő fény             | Guiding Light                                   | Elise                                                    |                                                                                         |
| 1991      |                          | Darrow                                          | Lillian Anderson                                         | tévéfilm                                                                                |
| 1992      |                          | Lifestories: Families in Crisis                 | Mary-Margaret Carter                                     | 1 epizód                                                                                |
| 1997–2002 | Ally McBeal              | Ally McBeal                                     | Ally McBeal                                              | - főszereplő (112 epizód) - magyar hangjai:[forrás?] - Tóth Ildikó - Kisfalvi Krisztina |
| 1998      | Ügyvédek                 | The Practice                                    | Ally McBeal                                              | 1 epizód                                                                                |
| 2000      |                          | Happily Ever After: Fairy Tales for Every Child | Vanna Van (hangja)                                       | 1 epizód                                                                                |
| 2001      |                          | Bash: Latter-Day Plays                          | Sue                                                      | tévéfilm                                                                                |
| 2006–2011 | Testvérek                | Brothers & Sisters                              | Kitty Walker                                             | - főszereplő (110 epizód) - magyar hangja:[forrás?] - Kisfalvi Krisztina                |
| 2014      | Robotcsirke              | Robot Chicken                                   | Dr. Ryan Stone / Smurfette / Rebecca Cunningham (hangja) | 1 epizód                                                                                |
| 2014      |                          | Web Therapy                                     | April Keating                                            | 3 epizód                                                                                |
| 2014      | Web-terápia              | Web Therapy                                     | April Keating                                            | - 2 epizód - magyar hangja: - Tóth Ildikó                                               |
| 2015      | A kör bezárul            | Full Circle                                     | Ellen Kelly-O'Rourke                                     | 5 epizód                                                                                |
| 2015      | A Madagaszkár pingvinjei | The Penguins of Madagascar                      | Doris (hangja)                                           |                                                                                         |
| 2015–2021 | Supergirl                | Supergirl                                       | Cat Grant                                                | - állandó- és vendégszereplő - magyar hangja: - Kisfalvi Krisztina                      |